# I Am... World Tour (album)

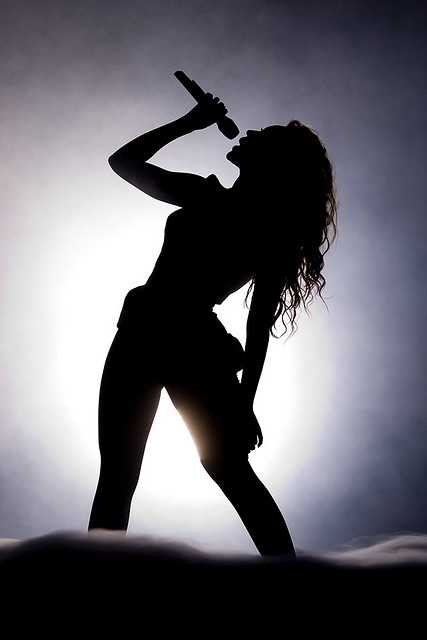
Beyoncé lors de son tour à Lisbonne.

Pour les articles homonymes, voir I Am.
I Am... World Tour est le CD/DVD d'un live de la chanteuse américaine de R'n'B Beyoncé lors de sa tournée « I Am... Tour » de mars 2009 à février 2010.

## Récompenses
| Année | Cérémonie     | Prix                           | Résultat   |
| ----- | ------------- | ------------------------------ | ---------- |
| 2012  | Grammy Awards | Meilleure vidéo au format long | Nomination |